# Cronologia da abolição da escravidão e servidão

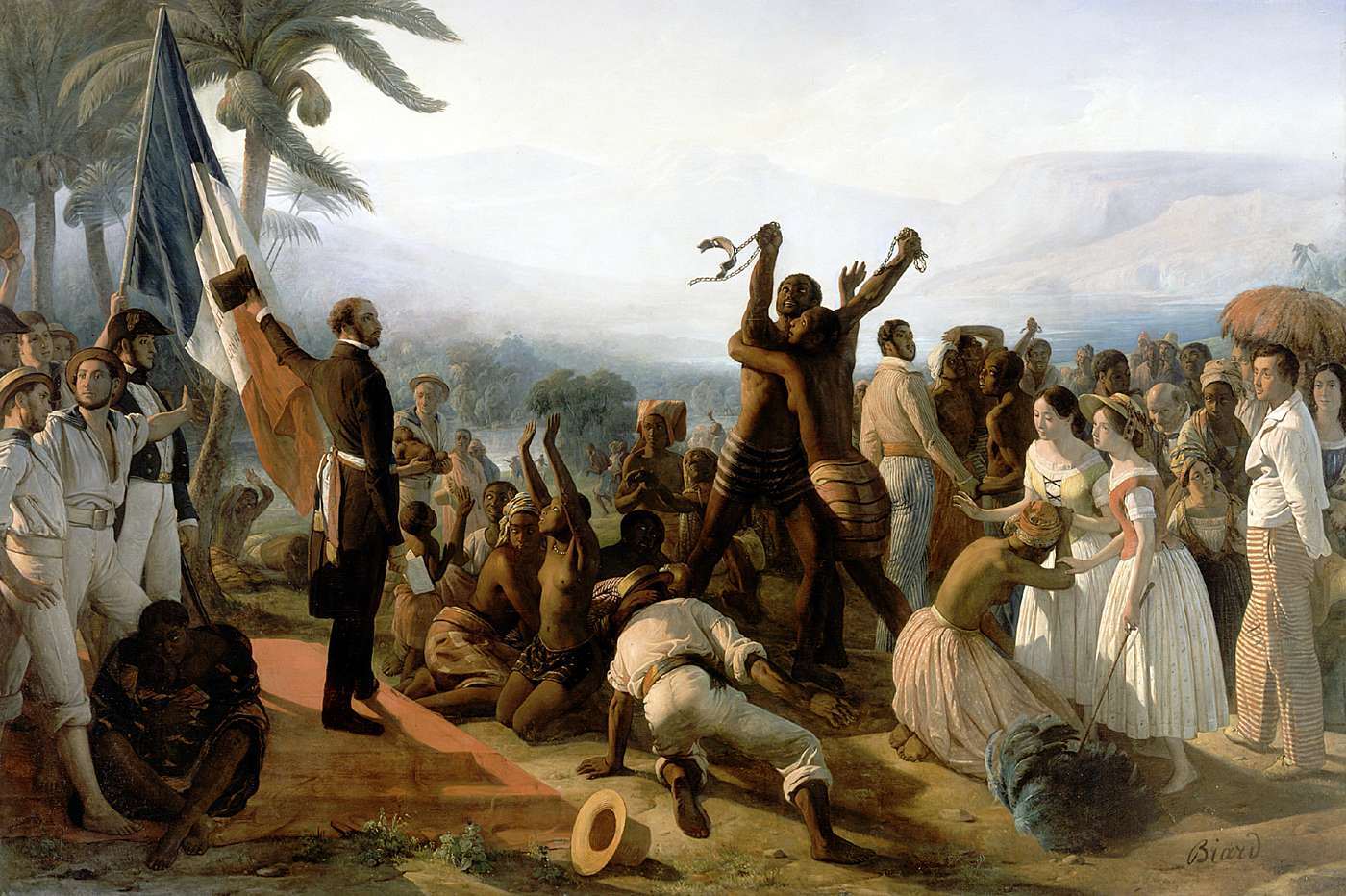
Proclamação da abolição da escravidão nas colônias francesas em 1849. Quadro de François-Auguste Biard. Palácio de Versalhes

Esta é uma cronologia da abolição da escravidão e servidão.
A escravidão é sistema ou prática social em que os princípios do direito de propriedade aplicam-se a determinados indivíduos, permitindo sua posse e comercialização
Ao decorrer da historia da humanidade, a escravidão esteve presente em vários países e vitimou vários grupos humanos negros, brancos, amarelos, judeus etc., aqui estão os países que aboliram sua escravidão em ordem cronológica, a maioria dos países descartaram esta prática social, porém, ainda existem países que a utilizam em parâmetros legais.
Estimativas indicam que cerca de 50 milhões de pessoas no mundo vivem sob escravidão moderna, conforme dados de 2021 da Organização Internacional do Trabalho. São 28 milhões de pessoas vítimas do trabalho forçado e 22 milhões presas em casamentos forçados. Apenas entre os anos de 2016 a 2021 o número total aumentou em 10 milhões.
O abolicionismo foi uma das principais causas para o processo de abolição maciça da escravidão em determinadas sociedades, contudo, diversos fatores incidem sobre a abolição desta prática; dentre elas, guerras civis (como ocorreu nos EUA, na Guerra de Secessão, guerra importantíssima que determinou o fim da escravidão no sul do país), decretos do governo e processos históricos e políticos.
Embora praticamente todas as nações do mundo já tenham abolido a escravidão - à excepção da Coreia do Norte (10,4% de escravizados legalmente, totalizando 2,6 milhões), e alguns estados não reconhecidos, como o EIIS -, ainda há noutros países a persistência ilegal em manter essa prática, devido à inacção ou mesmo cumplicidade do poder estatal. Em particular na Euritreia, onde uns estimados 9% (320 mil) são escravos, e Mauritânia (3,2% - 149 mil). Mas é também notável em países como a Índia (0,8% - 11 milhões), China (0,4% - 5,8 milhões), e a Rússia (1,3% - 1,9 milhões). Em decorrência deste facto, foi criada uma classificação anual do índice global de escravidão.

## Antiguidade
| Data                     | Jurisdição       | Detalhes |
| ------------------------ | ---------------- | --- |
| Início do século VI a.C. | Pólis de Atenas  | O legislador ateniense Sólon decreta a abolição da escravidão por dívida e liberta todos os cidadãos atenienses que até então estavam escravizados. |
| 326 a.C.                 | República Romana | Lex Poetelia Papiria decreta a abolição da servidão por dívida |
| Século III a.C.          | Império Máuria   | Ashoka decreta a abolição do tráfico de escravos e encoraja o bom tratamento dos escravos no império sob seu domínio. |
| 221–206 a.C.             | Dinastia Qin     | Medidas adotadas para eliminar a aristocracia latifundiária incluíram a abolição da escravidão e o estabelecimento do campesinato livre que deveria pagar taxas e trabalhar para o Estado. Desencorajaram a servidão. A dinastia foi deposta em 206 a.C. e muitas de suas leis foram revogadas. |
| 9–12 d.C.                | Dinastia Xin     | Wang Mang, primeiro e único imperador da Dinastia Xin, usurpou o trono chinês e instituiu uma série de ousadas reformas, incluindo a abolição da escravidão e reforma agrária radical |

## Eras moderna e contemporânea
| Ano       | País                                                                                     | Grupo libertado                                           | Notas |  |
| --------- | ---------------------------------------------------------------------------------------- | --------------------------------------------------------- | --- |  |
| 1570      | Portugal                                                                                 | Ameríndios                                                | O rei Sebastião de Portugal decreta a abolição da escravidão de ameríndios sob o domínio português permitindo a servidão apenas daqueles hostis à presença portuguesa. Esta medida foi influenciada de forma decisiva pela Companhia de Jesus (jesuítas).                                        |  |
| 1590      | Japão                                                                                    | Japoneses Chineses                                        | Ocorreu após o fim do Período Sengoku, a escravidão é abolida. |  |
| 1595      | Portugal                                                                                 | Chineses                                                  | Tráfego de escravos chineses abolido |  |
| 1624      | Portugal                                                                                 |                                                           | Proibida a escravidão de chineses. |  |
| 1723      | Rússia                                                                                   | Brancos                                                   | Pedro, o Grande, converte todos os escravos em servos domésticos, tornando a escravidão ilegal na Rússia. |  |
| 1761      | Portugal                                                                                 | Negros e Indianos                                         | O Marquês de Pombal (reinado de D. José I) decreta o fim da importação de escravos das colônias para a metrópole, fomentando ao invés o comércio de escravos africanos para o Brasil. |  |
| 1761      | Portugal (Metrópole e Índia)                                                             | Indianos                                                  | Abolida a escravidão de indianos por determinação do Marquês de Pombal durante o reinado de D. José I |  |
| 1773      | Portugal                                                                                 |                                                           | Um decreto do Marquês de Pombal, assinado pelo rei Dom José I, emancipa escravos de quarta geração e todas as crianças nascidas de uma mãe escravizada após a publicação do decreto. |  |
| 1792      | Dinamarca                                                                                | Negros                                                    | Lei de Abolição |  |
| 1794      | Haiti (Na época colônia francesa)                                                        | Negros Taínos                                             | Abolida no processo da Revolução Haitiana. |  |
| 1804      | Império do Haiti                                                                         | Haitianos                                                 | Abolida no processo de Independência do Haiti. |  |
| 1801-1815 | Estados Unidos                                                                           | Brancos (ver: Escravidão branca)                          | Guerras Berberes (primeiros conflitos militares travados pelas Forças Armadas dos Estados Unidos no exterior) travadas pelos EUA contra os Piratas da Barbária que atacavam navios ocidentais, exigiam resgates, tributos e escravizavam os aprisionados.                                        |  |
| 1820      | Espanha (Metrópole)                                                                      | Negros                                                    | Abolida pelo rei Fernando VII |  |
| 1821      | Holanda                                                                                  | Negros                                                    | |  |
| 1822      | República Dominicana (Na época uma colônia espanhola)                                    | Negros Tainos                                             | |  |
| 1823      | Chile                                                                                    | Afro-chilenos                                             | Lei da Abolição da Escravidão Chilena |  |
| 1824      | Honduras El Salvador Nicarágua Costa Rica Guatemala (a então Federação Centro Americana) | Negros                                                    | |  |
| 1826      | Bolívia                                                                                  | Negros                                                    | |  |
| 1829      | México                                                                                   | Afro-mexicanos                                            | Abolida por Vincente Gerrero. |  |
| 1833      | Reino Unido (o então Império Britânico e em todas as suas colônias)                      | Africanos Afro-britânicos                                 | Parlamento do Reino Unido |  |
| 1842      | Paraguai                                                                                 | Afro-paraguaios nascidos à partir dessa data              | Promulgação da Lei do Ventre Livre por Carlos Antonio López |  |
| 1842      | Uruguai                                                                                  | Africanos                                                 | |  |
| 1848      | França (e em todas as suas colônias)                                                     | Negros                                                    | Proclamação da Segunda República Francesa |  |
| 1851      | Equador                                                                                  | Negros                                                    | |  |
| 1851      | Colômbia (a então República da Nova Granada)                                             | Afro-colombianos Negros                                   | |  |
| 1853      | Argentina                                                                                | Negros Afro-argentinos                                    | |  |
| 1857      | Nicarágua                                                                                | Negros Afro-Nicaraguenses Ameríndios                      | Em 1856 o presidente William Walker reinstalou a escravidão no país como forma de atrair apoio dos sulistas dos Estados Unidos, porém em 1857 com a vitória da coliazão liderada pela Costa Rica na Guerra Nacional da Nicarágua ocorre a proibição da escravidão outra vez em solo nicaraguense |  |
| 1854      | Venezuela                                                                                | Negros                                                    | |  |
| 1854      | Peru                                                                                     | Negros Afro-peruanos                                      | |  |
| 1854      | Portugal · (o então Reino de Portugal)                                                   | Afro-portugueses                                          | [carece de fontes?] |  |
| 1861      | Rússia (o então Império Russo)                                                           | Brancos                                                   | |  |
| 1863      | Império Colonial Holandês                                                                | Negros Povos ameríndios da Guiana                         | |  |
| 1865      | Estados Unidos da América                                                                | Negros Afro-americanos                                    | Abolida através da décima terceira emenda por pressão de Abraham Lincoln. |  |
| 1869      | Portugal                                                                                 |                                                           | O Rei Luis I determina a abolição da escravatura em todos os territórios portugueses incluindo no ultramar. |  |
| 1870      | Paraguai                                                                                 | Afro-paraguaios e povos ameríndios                        | O Conde d'Eu declara a escravidão ilegal no Paraguai no desfecho da Guerra do Paraguai |  |
| 1873      | Zanzibar (o então Sultanato de Zanzibar)                                                 | Negros                                                    | Declarada como ilegal pelo governo |  |
| 1874      | Gana (a então Costa do Ouro)                                                             | Negros                                                    | Abolida por ordens do Império Britânico. |  |
| 1876      | Turquia (O Então Império Otomano)                                                        | Negros Turcos (minoria)                                   | |  |
| 1886      | Cuba colonial                                                                            | Negros Afro-cubanos                                       | |  |
| 1888      | Império do Brasil                                                                        | Negros Povos ameríndios Afro-brasileiros                  | Abolida por decisão monocrática de Isabel do Brasil, Princesa Regente do Império e sancionada pelo Senado (Lei Áurea) |  |
| 1890      | Tunísia                                                                                  | Berberes                                                  | Declarada ilegal |  |
| 1894      | Gâmbia (Colônia)                                                                         | Aku Mandês Mandingas                                      | Abolida pelos britânicos |  |
| 1897      | Madagascar                                                                               | Malgaxes                                                  | a ilha é anexada à França e o governo francês decreta a escravidão ilegal |  |
| 1906      | China                                                                                    | Chineses                                                  | Decreto do país |  |
| 1928      | Serra Leoa                                                                               | Negros                                                    | Reino Unido (apenas negros que não moravam em áreas urbanas, nativos) |  |
| 1936      | Nigéria                                                                                  | Negros                                                    | Reino Unido (o sul do país havia abolido a escravidão em 1901, porém no norte continuou até 1936) |  |
| 1942      | Etiópia                                                                                  | Negros                                                    | Retirada de tropas italianas após a Ocupação italiana na Etiópia |  |
| 1945      | Alemanha Nazi                                                                            | Judeus Ciganos Homossexuais Negros prisioneiros de guerra | Invasão por parte dos Estados Unidos e da União Soviética no final da Segunda Guerra Mundial. |  |
| 1956      | Marrocos                                                                                 | Negros                                                    | Fim do protetorado espanhol do Marrocos. |  |
| 1962      | Arábia Saudita                                                                           | Árabes Negros                                             | O rei Saud declara a escravidão ilegal. |  |
| 1966      | Chile                                                                                    | Rapanuis                                                  | Após a anexação da Ilha da Páscoa em 1888 pelo Chile, os povos indígenas rapunis são submetidos a escravidão, que só chegaria ao fim de facto em 1966 com a Lei 16441 no governo do presidente Eduardo Frei Montalva                                                                             |  |
| 1981      | Mauritânia                                                                               | Mandês Reguibates Zenagas                                 | Pelo governo da Mauritânia. A escravidão neste país foi considerada ilegal em 1905, 1981 e 2007, continua a ser praticada e o governo daquele país persegue, prende e tortura os anti-esclavagistas.                                                                                             |  |

Segundo dados do Global Slavery Index, o país com maior prevalência de escravidão é a Coréia do Norte, com 2.696.000 pessoas no total, o que representa um índice de prevalência de 104,6 (considerando uma população de 1.000 habitantes).